# Veronica Mars
Veronica Mars är en amerikansk TV-serie, skapad av Rob Thomas, som hade premiär i USA den 22 september 2004 och i Sveriges Television 12 januari 2006. På amerikansk TV sändes serien på UPN (som senare blev The CW) där Kristen Bell spelade Veronica Mars. Under 2007 meddelade The CW att serien inte får någon fortsättning efter tredje säsongen.
September 2018 bekräftades att Hulu kommer att släppa en 8 avsnitt lång fjärde säsong under 2019.
Titelmelodin We used to be Friends framförs av The Dandy Warhols.

## Film
I mars 2013 initierade seriens skapare Rob Thomas och skådespelaren Kristen Bell en kampanj via tjänsten Kickstarter för att få till en grundfinansiering på två miljoner dollar till en långfilm baserad på tv-serien. Kampanjen slog flera av Kickstarters rekord, bland annat genom att bli det största filmprojektet på Kickstarter. Kampanjen avslutades den 13 april 2013, efter att 91 585 personer skänkt 5 702 153 dollar.
Långfilmen med samma namn hade premiär den 14 mars 2014, ett år och en dag efter att Kickstarterkampanjen börjat.

## Rollista (urval)
- Kristen Bell – Veronica Mars.

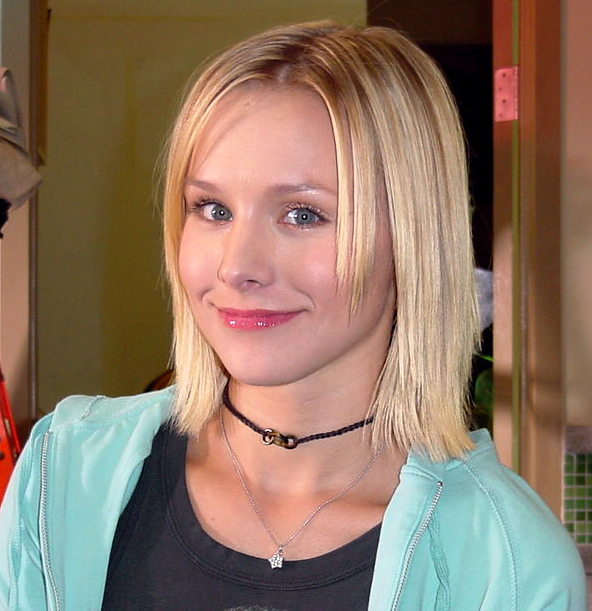
Kristen Bell som Veronica Mars

- Enrico Colantoni – Keith Mars (Veronicas pappa).
- Percy Daggs III – Wallace Fennel.
- Jason Dohring – Logan Echolls, bor i den rika delen av staden Nepune och har en pappa som är känd skådespelare. (säsong 1–3).
- Francis Capra – Eli "Weevil" Navarro.
- Teddy Dunn – Duncan Kane (säsong 1 och 2).
- Charisma Carpenter – Kendall Casablancas (säsong 2).
- Ryan Hansen – Dick Casablancas, vän med Logan Echolls, bror till Cassidy Casablancas. Är rik och har dejtat Madison Sinclair.
- Chris Lowell – Stosh "Piz" Piznarski (säsong 3).
- Amanda Seyfried – Lilly Kane (säsong 1 och 2).
- Kyle Gallner – Cassidy Casablancas, bror till Dick Casablancas.
- Amanda Noret – Madison Sinclair, en tjej på skolan som Veronica avskyr.
- James Jordan – Irakveteranen Lucky (säsong 2) och Tim Foyle (säsong 3).
- Corinne Bohrer – Lianne Mars Veronicas mor

## Handling
Handlingen äger rum i den fiktiva staden Neptune i Kalifornien och tar vid ungefär ett år efter att Lilly Kane, Veronica Mars bästa vän, hittats mördad. Vid tidpunkten för mordet var Veronica Mars far, Keith Mars, sheriff men tvingades avgå på grund av sitt fokus på Lilly Kanes far i jakten på hennes mördare. Vid sidan av sin skolgång hjälper Veronica Mars sin far i hans detektivarbete.

### Säsong 1 (22 avsnitt)
I säsong 1 får man lära känna 17-åriga Veronica Mars som går på High School i den fiktiva staden Neptune. På fritiden hjälper hon skolkamrater med diverse små mysterier samtidigt som hon försöker få fram sanningen kring mordet på Lilly Kane.

### Säsong 2 (22 avsnitt)
Efter att ha satt dit Lilly Kanes mördare har Veronica bestämt sig för att vara en normal tonåring. Över sommaren har hon jobbat på Java the Hut, ett café, och hon har lagt detektivarbetet åt sidan. Sista året på High School börjar och det dröjer inte länge innan hon anlitas av olika skolkamrater för att ta reda på sanningar kring deras föräldrars förflutna, men framför allt försöker hon ta reda på vad som egentligen hände den där dagen då utflykten till en baseballanläggning slutade i att sju av hennes klasskamrater dog i en bussolycka.

### Säsong 3 (20 avsnitt)
Veronica börjar på college och blir engagerad i att ta reda på vem som är serievåldtäktsmannen på campus som drogar, våldtar och rakar av håret på sina offer. När man har satt fast våldtäktsmannen så hittas plötsligt skolans rektor skjuten till döds vid sitt skrivbord. Sheriffen skriver av det hela som ett självmord men Veronica blir fundersam när hon får reda på att rektorns död har gått till på precis samma sätt som hon beskriver det perfekta mordet, i sin terminsuppsats. Veronica kan efter mer än halva säsongen officiellt kalla sig för privatdetektiv, vilket ibland resulterar i höjda ögonbryn på skolan eftersom hon bara är 19 år.

## Priser och nomineringar
| År   | Gala/Pris | Mottagare                                | Resultat  |
| ---- | --- | ---------------------------------------- | --------- |
| 2004 | Saturn Award för Best Television Actress                                                                                  | Kristen Bell                             | Nominerad |
| 2005 | American Film Institute Award för Television Programs of the Year                                                         |                                          | Vann      |
| 2005 | Satellite Award för Outstanding Actress in a Series, Drama                                                                | Kristen Bell                             | Nominerad |
| 2005 | Saturn Award för Best Television Actress                                                                                  | Kristen Bell                             | Vann      |
| 2005 | Saturn Award för Best Network Television Series                                                                           |                                          | Nominerad |
| 2005 | Teen Choice Award för Choice TV Breakout Show                                                                             |                                          | Nominerad |
| 2005 | Teen Choice Award för Choice TV Breakout Performance, Female                                                              | Kristen Bell                             | Nominerad |
| 2005 | Television Critics Association Awards för Outstanding New Program of the Year                                             |                                          | Nominerad |
| 2005 | Television Critics Association Awards för Individual Achievement in Drama                                                 | Kristen Bell                             | Nominerad |
| 2006 | Family Television Award för Favorite Father/Daughter                                                                      | Kristen Bell, Enrico Colantoni           | Vann      |
| 2006 | International Cinematographers Guild Publicists Award för The Maxwell Weinberg Publicist Showmanship Award for Television |                                          | Nominerad |
| 2006 | Satellite Award för Actress in a Series, Drama                                                                            | Kristen Bell                             | Nominerad |
| 2006 | Saturn Award för Best Actress on Television                                                                               | Kristen Bell                             | Nominerad |
| 2006 | Teen Choice Award för Choice TV Actress: Drama/Action Adventure                                                           | Kristen Bell                             | Nominerad |
| 2006 | Teen Choice Award för Choice TV Sidekick                                                                                  | Percy Daggs III                          | Nominerad |
| 2006 | Teen Choice Award för Choice TV Parental Unit                                                                             | Enrico Colantoni                         | Nominerad |
| 2006 | Writers Guild of America Award för Episodic Drama                                                                         | Rob Thomas för "Normal Is the Watchword" | Nominerad |
| 2007 | Writers Guild of America Award för On-Air Promotion (Radio or Television)                                                 |                                          | Nominerad |